# Eduard Wandrey
Eduard Ludwig Maximilian Wandrey (* 26. Juli 1899 in Friedrichshagen, Kreis Niederbarnim; † 23. Januar 1974 in Berlin-Steglitz) war ein deutscher Schauspieler und Synchronsprecher.

## Leben
Wandrey kam in Friedrichshagen in der Scharnweberstraße zur Welt, als Kind des Beamten Fritz Wandrey und dessen Frau Helena, die aus einer polnischen Familie bei Posen stammte und nur vier Jahre die Grundschule besucht hatte. Die Mutter wollte ihn nach polnischer Schreibweise Edward nennen, der zuständige Beamte änderte dies aber eigenmächtig auf der Geburtsurkunde zur deutschen Schreibweise Eduard ab. Wandrey absolvierte seine Schauspielausbildung bei Ferdinand Gregori in Berlin, wo er ab 1919 als Schauspieler an Berliner Theatern und Operettenbühnen engagiert war, u. a. an Volksbühne, Hebbeltheater, Schillertheater, Schlossparktheater.
1938 gab Wandrey in Am seidenen Faden sein Filmdebüt. Es folgten Auftritte in größeren Produktionen wie an der Seite von Emil Jannings in Wolfgang Liebeneiners Bismarck-Biografie, im Nachkriegsdrama Unser täglich Brot oder neben Horst Buchholz in Die Halbstarken, wobei Wandrey selbst vorwiegend kleinere Parts und Charakterrollen zukamen. Daneben fand er ein reges Betätigungsfeld in Fernsehproduktionen wie der Krimiserie Der Fall Rohrbach oder der Satire Das ausgefüllte Leben des Alexander Dubronski.
Als im September 1944 alle Berliner Theater geschlossen wurden, wurde Wandrey erneut (wie schon im Ersten Weltkrieg) als Soldat zum Kriegseinsatz an der Ostfront einberufen. Kurz nach Kriegsende wurde er von russischen Soldaten verhaftet, obwohl er sich seiner Uniform entledigt hatte und einen Blauen Anton trug, und in das Gefangenenlager bei Sagan in Schlesien gebracht. Bereits im Herbst 1945 wurde er entlassen und ging zu Fuß zurück zu seinem Haus in Röntgental bei Berlin, wo er seine Familie unbeschadet vorfand. Kurz darauf fand er ein Engagement am fast unzerstört gebliebenen Hebbeltheater in Berlin.
Daneben war Eduard Wandrey ab 1950 umfangreich in der Synchronisation tätig und lieh seine tiefe und voluminöse Stimme prominenten Schauspielkollegen wie Ernest Borgnine (Sensation am Sonnabend), Lee J. Cobb (Exodus), Oskar Homolka (u. a. in Krieg und Frieden), Burl Ives (u. a. in Jenseits von Eden und seiner Oscar-prämierten Rolle in Weites Land), Edward G. Robinson (Tod eines Bürgers) und Orson Welles (König Ödipus). Am liebsten synchronisierte er Charles Laughton, dem er unter anderem in Spartacus und Zeugin der Anklage die Stimme lieh.
Auch in vielen Walt-Disney-Zeichentrickfilmen wie in Cinderella als König und Peter Pan als Captain Hook ist seine markante Stimme zu hören. Besondere Popularität erreichte er jedoch in der deutschen Fassung der Zeichentrickserie Familie Feuerstein, für die er ab 1969 als erster deutscher Sprecher des Fred Feuerstein agierte. Auch Yogi Bär wurde zuerst von ihm synchronisiert.

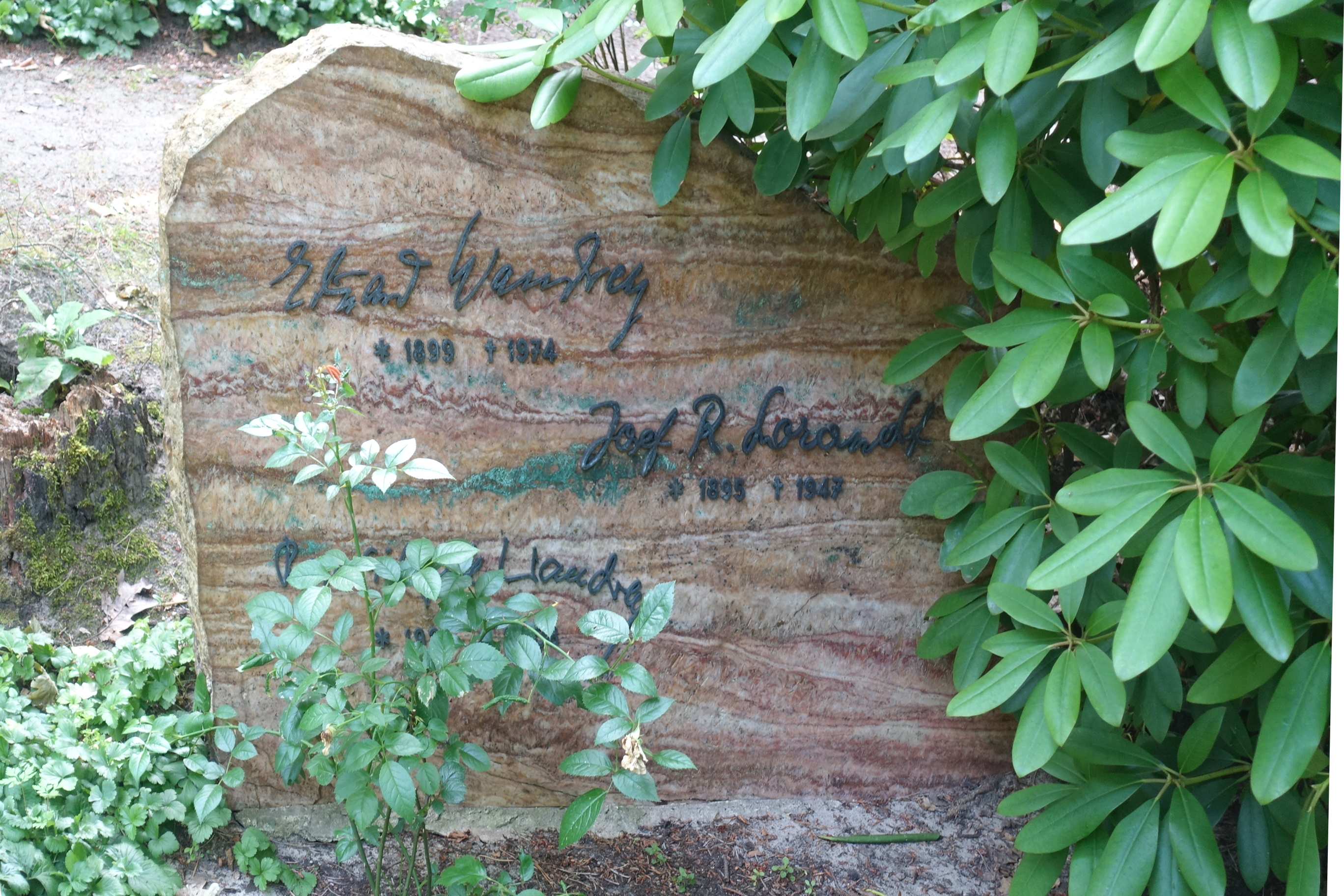
Grab von Eduard Wandrey auf dem Friedhof Heerstraße in Berlin-Westend

Wandrey war zweimal verheiratet und hatte mit seiner ersten Frau, die 1946 an Tbc verstarb, den 1932 geborenen Sohn Peter und Tochter Angelika, geboren 1937 (gestorben 2021).
Eduard Wandrey starb im Januar 1974 im Alter von 74 Jahren in Berlin. Sein Grab befindet sich auf dem landeseigenen Friedhof Heerstraße in Berlin-Westend (Grablage: II-W-12-90/91). In der gleichen Grabstätte ruht der Schauspieler und Regisseur Josef R. Lorandt (1895–1947).

## Filmografie (Auswahl)
- 1938: Am seidenen Faden
- 1939: Drei Unteroffiziere
- 1941: Jungens
- 1942: Die Entlassung
- 1948: 1-2-3 Corona
- 1948: Straßenbekanntschaft
- 1949: Unser täglich Brot
- 1956: Die Halbstarken
- 1958: Mylord weiß sich zu helfen (TV)
- 1960: Das kunstseidene Mädchen
- 1963: Der Fall Rohrbach
- 1963: Der Patriot
- 1966: Lange Beine – lange Finger
- 1967: Das ausgefüllte Leben des Alexander Dubronski
- 1971: Recht oder Unrecht – Folge 8 (Der Fall Meinberg) – als Direktor Tesch
- 1973: Paganini (TV)
- 1974: Preußenkorso Nr. 17

## Synchronrollen (Auswahl)
Quelle: Deutsche Synchronkartei
| Schauspieler      | Film / Serie                                                                                     | Rolle                           |
| ----------------- | ------------------------------------------------------------------------------------------------ | ------------------------------- |
| Burl Ives         | Unser Mann in Havanna                                                                            | Dr. Hasselbacher                |
| Burl Ives         | Weites Land                                                                                      | Rufus Hannassey                 |
| Charles Laughton  | Die ewige Eva                                                                                    | Jonathan Reynolds               |
| Charles Laughton  | Hinter den Mauern des Grauens (Synchro 1958)                                                     | Sire Alain de Maletroit         |
| Charles Laughton  | Herr im Haus bin ich                                                                             | Henry Horatio Hobson            |
| Charles Laughton  | Zeugin der Anklage                                                                               | Sir Wilfried Robarts            |
| Charles Laughton  | Spartacus                                                                                        | Sempronius Gracchus             |
| Charles Laughton  | Sturm über Washington                                                                            | Senator Seabright „Seab“ Cooley |
| Danny Green       | Sindbads siebente Reise                                                                          | Karim                           |
| Dean Jagger       | Fluchtpunkt San Francisco                                                                        | Prospektor                      |
| Edgar Dearing     | Cleopatra (Synchro 1953)                                                                         | Mörder                          |
| Guy Kibbee        | Der Engel mit der Trompete (Synchro 1973)                                                        | Chef                            |
| Harry Burns       | Haruschi – Sohn des Dr. Fu Man Chu                                                               | Tony Mills                      |
| J.M. Kerrigan     | Die Frau gehört mir (Synchro 1965)                                                               | Monahan                         |
| J.M. Kerrigan     | Alarm im Pazifik (Synchro 1954)                                                                  | Sawyer Collins                  |
| J.M. Kerrigan     | Meine Cousine Rachel                                                                             | Reverend Pascoe                 |
| Jack Albertson    | Willy Wonka und die Schokoladenfabrik                                                            | Opa Josef                       |
| James Westerfield | Der Speer der Rache                                                                              | Caleb Mantz                     |
| James Westerfield | Cowboy                                                                                           | Mike Adams                      |
| James Westerfield | Der fliegende Pauker                                                                             | Hanson                          |
| James Westerfield | Sein Name war Gannon                                                                             | Amos                            |
| Jean Hersholt     | Menschen im Hotel                                                                                | Portier Senf                    |
| Lon Chaney jr.    | Der Rächer der Todesschlucht                                                                     | Steve Murkill                   |
| Lon Chaney jr.    | Wo der Wind stirbt                                                                               | Castro                          |
| Lon Chaney jr.    | Wo Männer noch Männer sind                                                                       | Whitey                          |
| Lon Chaney jr.    | Die Folterkammer des Hexenjägers                                                                 | Simon Orne                      |
| Lon Chaney jr.    | Postkutsche nach Thunder Rock                                                                    | Henry Parker                    |
| Lon Chaney jr.    | Schwarze Sporen                                                                                  | Kile                            |
| Lon Chaney jr.    | Sheriff Johnny Reno                                                                              | Sheriff Hodges                  |
| Lon Chaney jr.    | Mordbrenner von Arkansas                                                                         | Avery                           |
| Morris Ankrum     | Endlos ist die Prärie                                                                            | Anwalt A.J. Crane               |
| Nestor Paiva      | Land der Banditen                                                                                | Sam Bass                        |
| Otis Harlan       | Schneewittchen und die sieben Zwerge (2. Synchro 1966)                                           | Happy                           |
| Pat Buttram       | Aristocats                                                                                       | Napoleon                        |
| Ralph Wright      | Winnie Puuh und der Honigbaum (Synchro 1967/1971) Winnie Puuh und das Hundewetter (Synchro 1971) | I-Aah (Eeyore)                  |
| Rick Davis        | Sam Whiskey                                                                                      | Fat Man                         |
| Robert Newton     | Die Schatzinsel                                                                                  | Long John Silver                |
| Victor McLaglen   | Der Teufelshauptmann                                                                             | Sergeant Quincannon             |
| Willis Bouchey    | Polizei greift ein                                                                               | Zara                            |
| Torin Thatcher    | Der rote Korsar                                                                                  | Humble Bellows, Steuermann      |
| Luis van Rooten   | Cinderella                                                                                       | König                           |
| Hans Conried      | Peter Pan                                                                                        | Captain Hook                    |
| Bill Thompson     | Dornröschen                                                                                      | König Hubert                    |
| Arthur Treacher   | Mary Poppins                                                                                     | Constable Jones                 |
| Pierre Tornade    | Asterix der Gallier                                                                              | Majestix                        |

## Hörspiele (Auswahl)
- 1926: Johann Wolfgang von Goethe: Szenen aus Egmont (Alba) – Regie: Alfred Stöger (NORAG)
- 1926: Friedrich Hebbel: Szenen aus Judith (Kolofernes) – Regie: Alfred Stöger (NORAG)
- 1947: Mark Twain: Die Millionen-Pfundnote – Regie: Hanns Korngiebel (RIAS Berlin)

- 1949: Johann Wolfgang von Goethe: Der Großkophta (Graf) – Regie: Carlheinz Riepenhausen (Berliner Rundfunk)
- 1949: Richard Katz: Ehe der Monsun kam (Feldwebel) – Regie: Robert Adolf Stemmle (NWDR)
- 1950: Curt Goetz-Pflug: ... lasset alle Hoffnung zurück! (Hamacher) – Regie: Curt Goetz-Pflug (NWDR)
- 1952: Gerhart Hauptmann: Die Weber (der alte Wittig, Schmied) – Regie: Ulrich Lauterbach (HR)
- 1953: William Shakespeare: Antonius und Cleopatra (Aemilius Lopidus) – Regie: Ludwig Cremer (NWDR)
- 1954: Günter Jannasck: Der Deserteur (Kosta) – Regie: Karl Metzner (RIAS Berlin)
- 1954: Herman Wouk: Die Caine war ihr Schicksal (Kommandant de Vriess) – Regie: Gert Westphal (RIAS Berlin / SWF)
- 1955: Johann Wolfgang von Goethe: Aus Goethes Faust: Der Ostertag (Geist) – Regie: Curt Goetz-Pflug (SFB)
- 1955: Hugo von Hofmannsthal: Jedermann. Das Spiel vom Sterben des reichen Mannes (Mammon) – Regie: Hans Bernd Müller (SFB)
- 1956: Johann Wolfgang von Goethe: Aus Goethes Faust: Die Nacht in der Studierstube (Geist) – Regie: Curt Goetz-Pflug (SFB)
- 1956: Carlo Schmid: Carl Schurz (Der alte Petrasch) – Regie: Curt Goetz-Pflug (SFB)
- 1956: Graham Greene: Die Kraft und die Herrlichkeit (Lopez) – Regie: Curt Goetz-Pflug (SFB)
- 1957: Heinz von Cramer: Die Reise nach Italien (Don Michele, Assuntas Mann) –  Regie: Heinz von Cramer (RIAS Berlin)
- 1958: Dieter Meichsner: Auf der Strecke nach D. (Karl Balzer) – Regie: Curt Goetz-Pflug (SFB)
- 1959: Friedrich von Schiller: Wilhelm Tell (Wilhelm Tell) – Regie: Hans Conrad Fischer (SFB)
- 1959: Anton Tschechow: Der Bär (Grigórji Stepánowitsch Smírnow) – Regie: Rolf von Goth (SFB)
- 1959: Günter Eich: Die Mädchen aus Viterbo.(2. Fassung) (alter Goldschmied) – Regie: Fränze Roloff (HR/SDR)
- 1960: Umberto Morucchio: Der schönste Tag (Paganetto) – Regie: Rolf Purucker (RIAS Berlin)
- 1961: Marcel Pagnol: Gottes liebe Kinder (Manon de Sources) (Philoxene, der Bürgermeister) – Regie: Wolfgang Spier (RIAS Berlin)
- 1962: Johannes Hendrich: Unter die Räder (Gustav Radewalk) – Regie: Curt Goetz-Pflug (SFB)
- 1962: Johannes Hendrich: Auf der Flucht (Vater von Martin Heubach) – Regie: Hanns Korngiebel (RIAS Berlin)
- 1963: Jean Anouilh: Majestäten (Ludwig XVIII) – Regie: Hans Conrad Fischer (SFB)
- 1964: Carl Zuckmayer: Der Hauptmann von Köpenick (Zuckmayer) – Regie: Boleslaw Barlog (SFB, mit Carl Raddatz in der Titelrolle)
- 1965: Thierry: So ein kleiner Lump! (Sir Henry Simmons) – Regie: Rolf von Goth (SFB)
- 1966: Susanna Germano: Die Doppelheilige (Der Metropolit) – Regie: Ludwig Cremer (RIAS Berlin)
- 1967: Anna Langfus: Amos (Monsieur Rils) – Regie: Rolf von Goth (SFB)
- 1969: Larissa Kossatsch-Kwitja: Auf dem Blutacker (Der Pilger) – Regie: Heinz Dieter Köhler (WDR)
- 1972: Stanislaw Grochowiak: Die Launen des Lazarus (Großvater) – Regie: Gert Westphal (RIAS Berlin)
- 1974: Werner Kließ: Begräbnis erster Klasse (Dingo in Minoa - Radiowestern) (Pete) – Regie: Walter Adler (SWF)
- 1974: Werner Kließ: Der Blinde (Dingo in Minoa - Radiowestern) (Pete) – Regie: Walter Adler (SWF)
- 1974: Werner Kließ: Für fünfzigtausend Dollar (Dingo in Minoa - Radiowestern) (Pete) – Regie: Walter Adler (SWF)
- 2003: William Shakespeare: Romeo und Julia (Deutsche Grammophon – Hörbuch)
- 2011: Heinrich von Kleist: Der zerbrochene Krug (Dorfrichter Adam) (RBB/Der Audio Verlag – Hörbuch)